# فرودگاه بوگوچانی
فرودگاه بوگوچانی (به روسی: аэропорт Богучаны) فرودگاهی عمومی واقع در بوگوچانی (کرای کراسنویارسک) در کشور روسیه است.